# Martinček
Martinček este o comună slovacă, aflată în districtul Ružomberok din regiunea Žilina. Localitatea se află la altitudinea de 583 m deasupra n.m., se întinde pe o suprafață de 2,48 km2 și în 2017 număra 435 de locuitori. Se învecinează cu comuna Lisková.

## Istoric
Localitatea Martinček este atestată documentar din 1260.

## Demografie
| An:                | 1994 | 2004   | 2014   | 2024    |
| ------------------ | ---- | ------ | ------ | ------- |
| Număr de persoane: | 386  | 383    | 416    | 466     |
| Diferență:         |      | −0,77% | +8,61% | +12,01% |

| An:                | 2023 | 2024   |
| ------------------ | ---- | ------ |
| Număr de persoane: | 449  | 466    |
| Diferență:         |      | +3,78% |